# 大坊温泉
大坊温泉（だいぼうおんせん）は、青森県平川市にある温泉。

## 泉質
- 塩化物泉
  - 源泉温度61℃

## 温泉街
大坊の集落の中に温泉施設が一軒存在する。施設では宿泊（食事付き、自炊湯治、素泊まり）も可能である。温泉地周辺は水田と畑である。また旧平賀町にあるため、平賀温泉郷にも属する。

## 歴史
1947年（昭和22年）頃、水田で黒鉱のボーリングをしたところ、温泉が湧出した。

## アクセス
- 鉄道 : 弘南鉄道弘南線平賀駅より車で約15分。
- バス : 弘前バスターミナルから｢弘前⇔薬師堂北口線｣か弘南鉄道弘南線平賀駅から平川市循環バス｢岩館・大坊線｣に乗車し、｢大坊温泉前｣バス停で下車後、すぐ。